# Shengzhou
Koordinaten: 29° 35′ N, 120° 50′ O
Die Stadt Shengzhou (chinesisch 嵊州市, Pinyin Shèngzhōu Shì) ist eine kreisfreie Stadt der bezirksfreien Stadt Shaoxing in der chinesischen Provinz Zhejiang. Sie hat eine Fläche von 1.789 km² und zählt 675.226 Einwohner (Stand: Zensus 2020).
Die traditionellen Gebäude des Dorfes Chongrencun (Chongren cun jianzhuqun 崇仁村建筑群) und der ehemalige Wohnsitz von Ma Yinchu (Ma Yinchu guju 马寅初故居) stehen auf der Liste der Denkmäler der Volksrepublik China.

## Persönlichkeiten
- Chen Qiaoling (* 1999), Stabhochspringerin